# Physical Graffiti
Physical Graffiti је шести студијски албум енглеске рок групе Led Zeppelin. Издат је као двоструки албум 24. фебруара 1975. године. Био је први албум групе који је објављен под новом издавачком кућом Swan Song Records. Бенд је написао и снимио осам нових песама за албум почетком 1974. године у Хедли Грејнџу, сеоској кући у Хемпширу, што им је дало довољно времена да импровизују аранжмане и експериментишу са процесом снимања. Укупно време трајања албума покривало је нешто мање од три стране LP-а, па су одлучили да га прошире на дупли албум укључивањем претходно необјављених песама са сесија за раније албуме бенда Led Zeppelin III (1970), Led Zeppelin IV (1971) и Houses of the Holy (1973). Песме на албуму садрже низ различитих жанрова и стилова укључујући хард рок, прогресивни рок, рокенрол и фолк. Албум је затим миксован током лета 1974. и планиран за издавање на крају године; међутим, објављивање је одложено јер је омот албума који је дизајнирао Питер Користон био тежак за производњу.
Physical Graffiti је био комерцијално и критички успешан по објављивању и дебитовао је на првом месту на листи албума у Уједињеном Краљевству и и на трећем месту у САД. Промовисана је успешном америчком турнејом и боравком од пет ноћи у Ерлкортском сајму у Лондону. Албум је неколико пута поново издат на CD-у, укључујући и скупоцено издање поводом 40. годишњице издато 2015. Physical Graffitiј је касније 2006. године добио 16× платинасти сертификат у Сједињеним Америчким Државама, додељен од стране Америчког удружења дискографских кућа (RIAA), што значи да је испоручено преко осам милиона копија у САД.

### Необјављени материјал
Physical Graffiti садржи разне снимке са ранијих албума. Мало материјала са сесија снимања је на крају остало необјављено. Рани аранжман песме Custard Pie, различит од финалне верзије, прерађен је као Hots on For Nowhere на следећем албуму Presence. Бројни други снимци са ранијих сесија албума који нису били стављени на албуму су касније укључени на албум Coda из 1982. године.

## Списак песама
1. страна
| №  | Назив               | Трајање |  |
| 1. | Custard Pie         | 4:13    |  |
| 2. | The Rover           | 5:36    |  |
| 3. | In My Time of Dying | 11:04   |  |

2. страна
| №  | Назив               | Трајање |  |
| 1. | Houses of the Holy  | 4:01    |  |
| 2. | Trampled Under Foot | 5:35    |  |
| 3. | Kashmir             | 8:37    |  |

3. страна
| №  | Назив               | Трајање |  |
| 1. | In the Light        | 8:44    |  |
| 2. | Bron-Yr-Aur         | 2:06    |  |
| 3. | Down by the Seaside | 5:14    |  |
| 4. | Ten Years Gone      | 6:31    |  |

4. страна
| №               | Назив               | Трајање |  |
| 1.              | Night Flight        | 3:36    |  |
| 2.              | The Wanton Song     | 4:06    |  |
| 3.              | Boogie with Stu     | 3:51    |  |
| 4.              | Black Country Woman | 4:24    |  |
| 5.              | Sick Again          | 4:43    |  |
| Укупно трајање: | Укупно трајање:     | 82:59   |  |